# Muzeum Archeologiczne we Wrocławiu
Muzeum Archeologiczne we Wrocławiu – jeden z siedmiu oddziałów Muzeum Miejskiego Wrocławia. Wraz z Muzeum Militariów mieści się w zespole budynków średniowiecznego Arsenału Miejskiego. W przeszłości muzeum miało inne lokalizacje, m.in. u schyłku XX w. mieściło się w Pałacu Królewskim. Specjalizuje się w archeologii Śląska. Misją Muzeum Archeologicznego jest pozyskiwanie, opracowywanie i udostępnianie zabytków archeologicznych z terenu Śląska. Jest to jedna z najstarszych tego typu placówek w Europie. 
Muzeum założono w 1815 r. (Królewskie Muzeum Sztuki i Starożytności) i jako samodzielna instytucja lub oddział innych muzeów istnieje w sposób ciągły do dziś. W XXI w. kolekcje i wystawy obejmują interwał od paleolitu po średniowiecze na Śląsku.  Muzeum Archeologiczne należy do najstarszych tego typu placówek w Europie. Działa bez przerwy, pomimo burzliwych wydarzeń wojennych, a także zmian przynależności państwowej i przekształceń ustrojowych.
Siedzibą muzeum jest Arsenał Miejski – budowla o gotyckim rodowodzie, jedna z niewielu średniowiecznych budowli wrocławskich, zachowana w całości.

## „Archeologia Śląska”
Na trzech piętrach arsenału rozciąga się stała wystawa prezentowana pod ogólną nazwą „Archeologia Śląska”. Wystawa dzięki zgromadzonym przedmiotom oraz rekonstrukcji fragmentów dawnych osad i miejsc pochówków, prezentuje początki osadnictwa na Śląsku, po rozwój średniowiecznych miast. Muzeum przechowuje, opracowuje i udostępnia zabytki od epoki kamienia (500 tys. lat temu) aż po czasy nowożytne (XIX w.).
Wystawa prezentowana jest na trzech piętrach i dzieli się tym samym na trzy części tematyczne, opatrzone własnymi tytułami:

### Śląsk starożytny. Epoka kamienia i początek epoki brązu
Wystawa nawiązuje do najdawniejszych dziejów Śląska (od 500 000 lat). Prezentuje m.in. kości mamutów, nosorożców włochatych i innych zwierząt typowych dla epoki lodowej. Można też zobaczyć różnego rodzaju narzędzia, wyroby krzemienne, a także makietę szałasu.

### Śląsk starożytny. Epoka brązu i epoka żelaza
Część ekspozycji poświęcona jest kulturze Celtów, kulturze przeworskiej, kulturze luboszyckiej i okresowi wędrówek ludów. Można zobaczyć m.in. odtworzony pochówek szkieletowy odkryty w okolicach Ługi, wyroby z epoki żelaza, czy zrekonstruowany piec dymarkowy.

### Śląsk średniowieczny
Na wystawie można oglądać przedmioty codziennego użytku, biżuterię i wiele innych przedmiotów takich jak odzież czy obuwie. Ciekawym punktem wystawy jest naturalnej wielkości model drewnianego i krytego strzechą domu, który jest przykładem typowego budynku mieszkalnego ze śląskiego miasta w X-XIII w.

## Wybrane zabytki prezentowane na wystawie
Do najważniejszych zabytków z muzealnej kolekcji, prezentowanych na wystawie „Archeologia Śląska” należą m.in.:

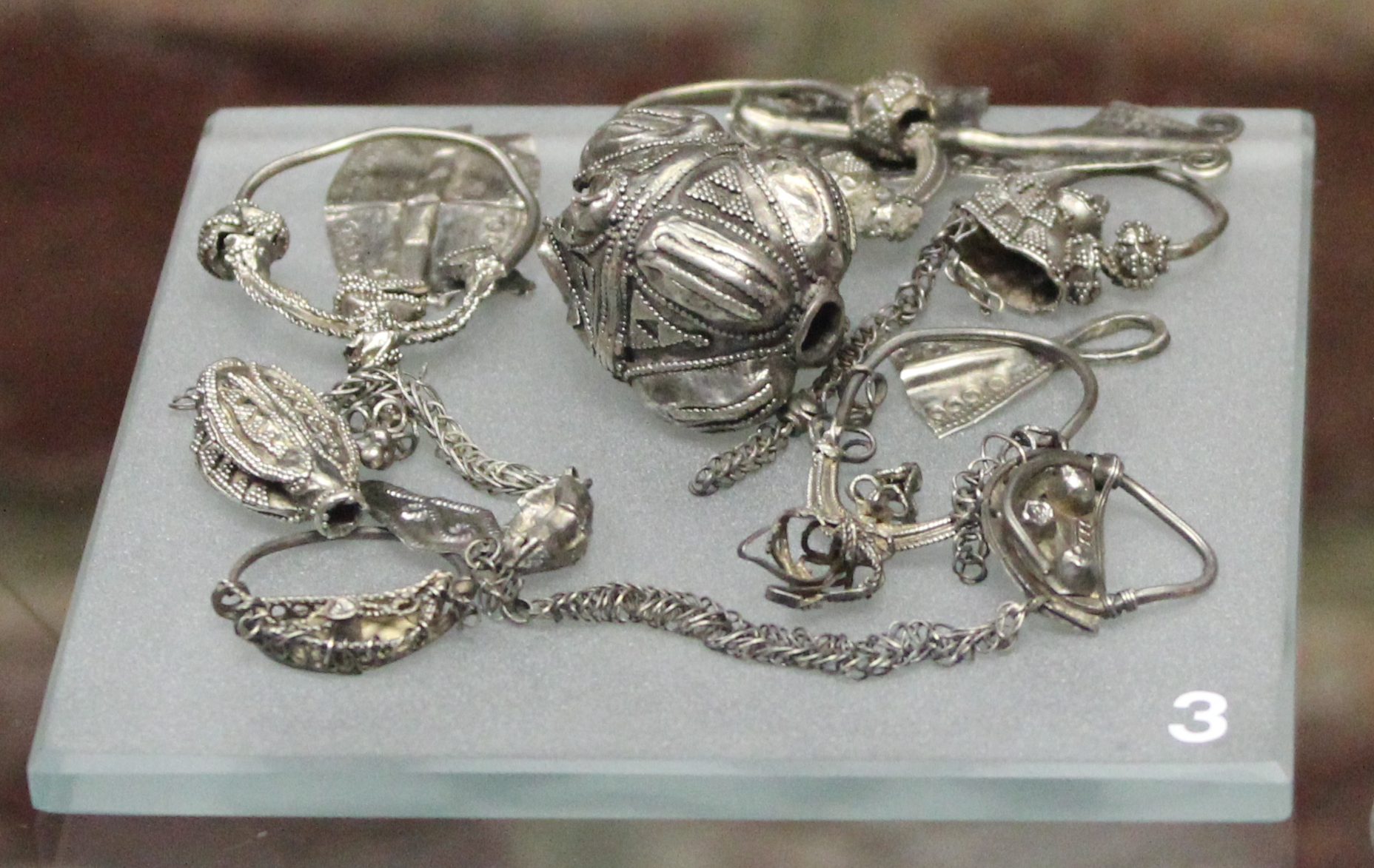
fragment skarbu kotowickiego

- Fragment bursztynowego depozytu z Partynic[6]
- Części oraz kopie skarbu zakrzowskiego[7]
- Części skarbu kotowickiego
- Kultowa figurka barana z Jordanowa Śląskiego
- Diadem z Sichowa
- Wyposażenie grobu z Gosławic
- Pochówek z Ługów

Wśród eksponowanych obiektów pochodzących ze zbiorów muzeum, znajdują się także te pozyskiwane obecnie w trakcie prowadzonych badań ratowniczych wyprzedzających inwestycje budowlane, głównie na Starym Mieście we Wrocławiu. Całość uzupełniają eksponaty wypożyczone od zaprzyjaźnionych instytucji (Instytut Archeologii Uniwersytetu Wrocławskiego, Instytut Archeologii i Etnologii PAN we Wrocławiu).

## Wydarzenia
Oprócz wystaw stałych, w przestrzeni Muzeum Archeologicznego organizowane są liczne wystawy czasowe- również wystawy sztuki współczesnej. Dziedziniec Arsenału Miejskiego jest miejscem, gdzie organizowane są liczne wydarzenia, festiwale, spektakle teatralne czy koncerty np. coroczny festiwal muzyki kameralnej - Wieczory w Arsenale czy Oktoberfest Alternative.

### Ludzie Ognia
Spośród licznych wydarzeń cyklicznych, najbardziej popularną imprezą organizowaną przez Muzeum Miejskie Wrocławia jest archeologiczny festyn „Ludzie Ognia” odbywający się na dziedzińcu Arsenału Miejskiego i w części jego wnętrz. Impreza prezentuje starożytne rzemiosła, które wykorzystywały siłę ognia. W odtworzonych realiach epoki żelaza swoje rzemiosła prezentują hutnicy, kowale, odlewnicy, szklarze i garncarze. Największą atrakcją festynu jest produkcja żelaza z rudy w piecu dymarskim wzorowanym na urządzeniu sprzed 2000 lat. Całość ubarwiają pokazy grup rekonstrukcyjnych- rzymskich legionistów i barbarzyńskich Hariów  oraz pokaz ogniowy z użyciem pyłu bursztynowego.

## Silesia Antiqua
Muzeum od 1959 r. wydaje archeologiczne czasopismo naukowe - rocznik „Silesia Antiqua”. Pismo skierowane jest nie tylko do specjalistów w dziedzinie archeologii i muzealników, ale także do wszystkich zainteresowanych najstarszymi dziejami Śląska. Czasopismo to zostało umieszczone na liście periodyków specjalistycznych. 